# Felix Frankfurter

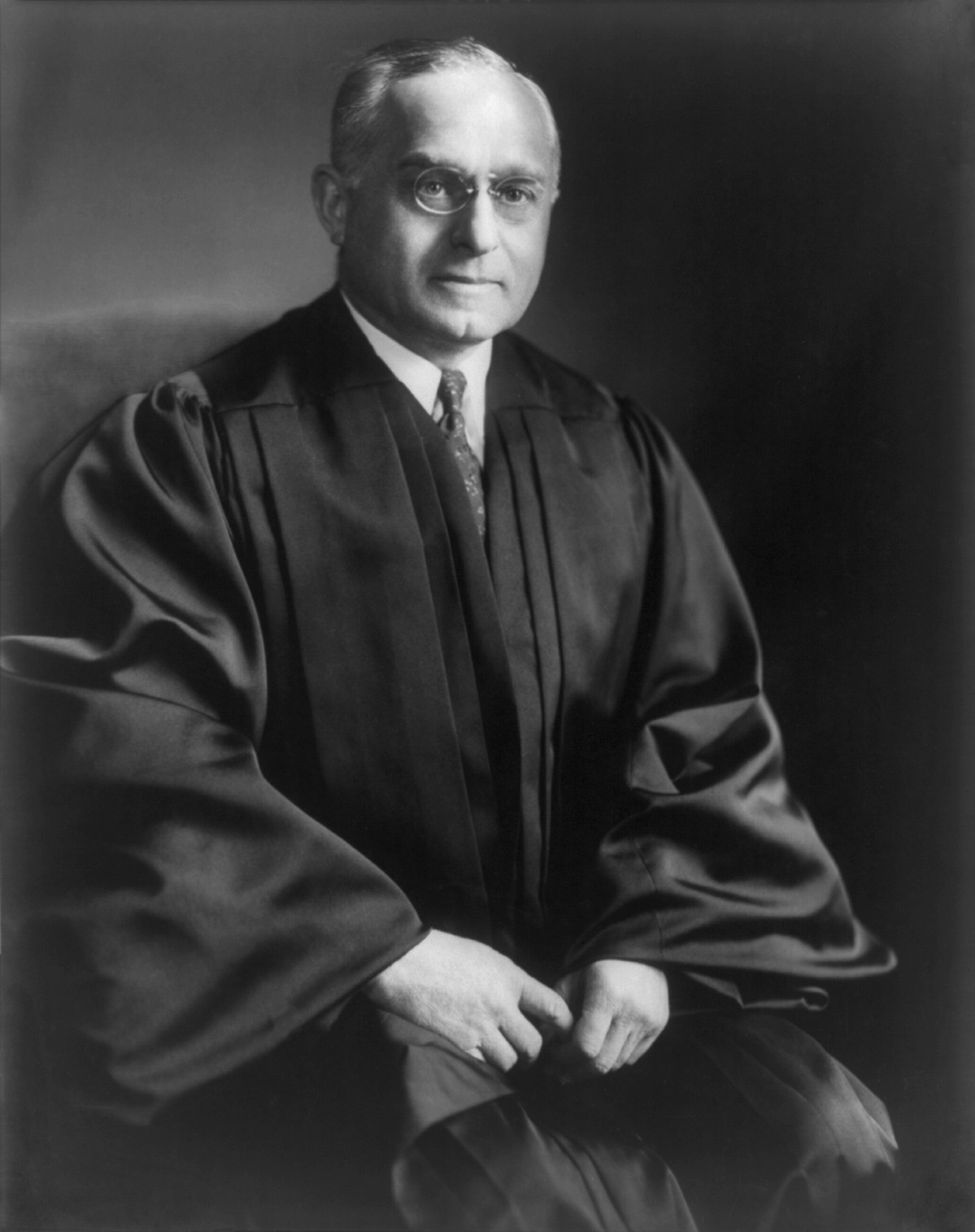
Felix Frankfurter als Richter am Obersten Gericht

Felix Frankfurter (* 15. November 1882 in Wien, Österreich-Ungarn; †  22. Februar 1965 in Washington, D.C., Vereinigte Staaten) war ein US-amerikanischer Jurist österreichischer Herkunft und von 1939 bis 1962 Richter am Obersten Gerichtshof der Vereinigten Staaten.

## Frühes Leben
Felix Frankfurters Eltern, Leopold und Emma Frankfurter (geborene Winter), wanderten 1894 mit ihrer Familie in die Vereinigten Staaten aus. Leopold Frankfurters Onkel war der Direktor der Universitäts-Bibliothek Wien Salomon Frankfurter (1856–1941). Die jüdisch-orthodoxe Familie stammte aus Pressburg. Frankfurter wuchs im jüdischen Viertel der Lower East Side New Yorks auf. Nach seinem Abschluss am City College of New York verließ er 1902 New York und studierte an der Harvard Law School, an der er am Harvard Law Review mitarbeitete und sein Studium mit einem der besten Abschlüsse seit Louis Brandeis beendete.

## Juristische Karriere
1906 wurde Frankfurter Assistent beim New Yorker Anwalt Henry L. Stimson. Präsident Taft ernannte Stimson 1911 zum Kriegsminister, worauf Stimson Frankfurter als Anwalt im Bureau of Insular Affairs anstellte.
1919 heiratete er  Marion A. Denman und nahm als Vertreter der Zionisten an der Pariser Friedenskonferenz teil. Er setzte sich bei Präsident Woodrow Wilson dafür ein, die Balfour-Deklaration direkt in den Friedensvertrag mit aufzunehmen. Frankfurter beteiligte sich 1920 an der Gründung der American Civil Liberties Union und in den späten 1920ern an Versuchen, die Leben der italienischstämmigen Sacco und Vanzetti zu retten.

## Strafjustiz in Cleveland
1922 unternahm Frankfurter mit Roscoe Pound eine intensive Studie der Kriminalberichterstattung im Verlauf des Januars 1919 in Cleveland, Ohio. Sie fanden heraus, dass sich das Ausmaß der Pressemeldungen von Kriminalfällen von der ersten zur zweiten Hälfte des Monats fast versiebenfacht hatte, obwohl die Anzahl der tatsächlich gemeldeten Kriminalfälle nur von 345 auf 363 angewachsen war. Sie kamen zu dem Schluss, dass der dargestellte drastische Anstieg der Kriminalität in Cleveland zwar größtenteils von der Presse erfunden wurde, diese Fiktion aber einen realen Einfluss auf die Arbeit der Strafverfolgung hatte. Da die Bevölkerung glaubte, die Stadt befände sich einer akuten „Epidemie“ der Kriminalität ausgesetzt, rief sie laut nach einem härteren Durchgreifen und verstärktem Polizeieinsatz. Politiker in der städtischen Verwaltung kamen den Forderungen aus wahltaktischen Gründen nach. Ein Ergebnis waren oft härtere Strafen für dieselben Taten, die vor der Panik bedeutend leichter bestraft wurden.
Seine umfangreichen Untersuchungen zur Machtverteilung innerhalb des Regierungsapparats der Vereinigten Staaten veranlassten ihn zu der Feststellung, dass „die wahren Herrscher in Washington unsichtbar sind und ihre Macht hinter den Kulissen ausüben“.
1932 wurde Frankfurter in die American Academy of Arts and Sciences gewählt. Seit 1939 war er gewähltes Mitglied der American Philosophical Society.

## Oberstes Gericht
Am 5. Januar 1939 nominierte Präsident Franklin D. Roosevelt Frankfurter zum Richter am Obersten Gericht. Er diente in diesem Amt vom 30. Januar 1939 bis zum 28. August 1962.
Wenige Monate nach Übernahme seines Amtes schrieb Frankfurter – zumindest sprachlich gesehen – Rechtsgeschichte mit der berühmten Metapher fruit of the poisonous tree, den Früchten des vergifteten Baumes. Damit begründete er per curiam die Entscheidung des Gerichts, mit der ein relativ erweitertes Beweisverwertungsverbot im Strafrecht der Vereinigten Staaten etabliert wurde.
Neben seiner liberalen politischen Einstellungen war Frankfurter einer der eifrigsten Vertreter der als judicial self-restraint bekannten Sichtweise, die die Gewaltenteilung betont und sich gegen eine Verfassungsinterpretation stellt, die Gestaltungsmöglichkeiten der Politik durch rechtstechnische Vorgaben beschneidet. Primäres Ziel dieser Lehre ist es, die Rolle des Richters auf die Funktion als unabhängigen Rechtsanwender zu fokussieren und ihm grundsätzlich eigene Rechtsetzung zu verbieten, obliegt sie doch allein dem Parlament. In dieser Philosophie spiegelte sich auch der Einfluss seines Mentors Oliver Wendell Holmes, Jr. wider, der sich während seiner eigenen Amtszeit energisch gegen das Konzept des „wirtschaftlichen due process“ wandte. Frankfurter bewunderte Richter Holmes und zitierte ihn oft in seinen Entscheidungsbegründungen. Für seine Arbeit am Obersten Gerichtshof bedeutete diese Einstellung, dass Frankfurter den Handlungen dieser Gewalten einen breiten verfassungsrechtlichen Freiraum ließ, solange sie dabei nicht das „Gewissen erschütterten“ (engl. „shock the conscience“).
Im Laufe seiner späteren Amtszeit fand sich Frankfurter oft auf der Seite der Minderheit.  Als deutlicher Feind der Rassentrennung stimmte er mit der einstimmigen Mehrheit im Fall Brown v. Board of Education (1954) zu, der die Trennung von Schulen nach Hautfarbe für verfassungswidrig erklärte.

## Felix Frankfurter und Jan Karski
Jan Karski hielt sich im Juli 1943 in Washington auf, um diversen einflussreichen Personen, u. a. auch Richter Frankfurter, über die verzweifelte Lage der Juden in Polen zu berichten. In seiner Rede in der Kölner Synagoge bzw. in dem anschließenden Gespräch vom 27. Januar 1997 sagte er darüber:

„Felix Frankfurter, Richter am Obersten Gericht der USA, geboren in einer jüdischen Familie in Ostia, bat mich, ihm alles zu erzählen, was ich über die Juden wüsste. Ihn interessierte nichts anderes, und 20, 25 Minuten sprach ich nur über die Juden – was ich im Ghetto gesehen hatte, im Lager. Er fragte mich nach einigen technischen Details – wie ich ins Ghetto gekommen wäre, wie hoch die Mauer um das Warschauer Ghetto war etc. –, und ich erinnere mich an jedes Wort, an jede Geste von Richter Frankfurter während dieser Unterhaltung. Nach 20, 25 Minuten fiel mir nichts mehr ein. So hörte ich auf, und für einige Momente breitete sich ein verlegenes Schweigen aus. Dann stand Richter Frankfurter auf und begann umherzulaufen, immer vor mir her. Links von mir saß der polnische Botschafter Ciechanowski. Frankfurter setzte sich wieder hin und sagte (ich erinnere mich an jedes Wort und jede Geste, denn ein bißchen bombastisch war er schon): ‚Mr. Karski, jemand wie ich, der zu jemandem wie Ihnen spricht, muß ganz offen sein. So sage ich, ich kann nicht glauben, was Sie mir erzählt haben.‘ Darauf sprang der Botschafter, der ein persönlicher Freund des Richters war, in die Höhe: ‚Felix, Sie können ihm doch nicht ins Gesicht sagen, daß er lügt. Das meinen Sie doch nicht. Meine Autorität und die meiner Regierung stehen hinter ihm.‘ Richter Frankfurter: ‚Herr Botschafter, ich habe nicht gesagt, daß dieser junge Mann lügt. Ich sagte, ich sei unfähig zu glauben, was er mir erzählt hat.‘ Und er streckte seine Arme in meine Richtung und sagte dabei: ‚Nein, nein!‘ Ich weiß noch, daß ich später den Botschafter fragte: ‚Sagen Sie, war das eine Komödie? Oder hat er mir wirklich nicht geglaubt?‘ Ich erinnere mich, daß der Botschafter mir sagte: ‚Jan, ich weiß es nicht, ich weiß es wirklich nicht. Aber du mußt dir vergegenwärtigen, daß du in der Tat unglaubliche Dinge berichtest.‘“

## Ruhestand
Frankfurter ging 1962 nach einem Schlaganfall in den Ruhestand. Sein Sitz am Obersten Gerichtshof wurde von Arthur Joseph Goldberg übernommen. 1963 wurde Frankfurter die Presidential Medal of Freedom verliehen.
Felix Frankfurter starb im Alter von 82 Jahren an Herzinsuffizienz. Seine sterblichen Überreste wurden im Mount Auburn Cemetery in Cambridge, Massachusetts bestattet.

## Schriften
Frankfurter veröffentlichte mehrere Bücher, darunter
- The Business of the Supreme Court (1927)
- Justice Holmes and the Supreme Court (1938)
- The Case of Sacco and Vanzetti (1954)
- Felix Frankfurter Reminisces (1960).

Er war als bedeutender Gelehrter im Bereich Arbeitsrecht bekannt. Von 1914 bis zu seiner Ernennung zum Obersten Gerichtshof war er Professor an der Harvard Law School und diente Präsident Roosevelt als informeller Berater für viele New-Deal-Initiativen.